# Xhovémont (géant)
Pour le quartier, voir Naimette-Xhovémont.
Le géant Xhovémont [(h)ɔvemɔ̃], mascotte du RFC Liégeois Rugby, a été créé en 2008, à l'occasion du 50e anniversaire du club. Les parties modelées (tête et mains) sont l'œuvre de Bruno Mardaga, le costume a été cousu sur mesures par Mimie De Tullio. En 2018, pour fêter le 60e anniversaire du club, la carcasse métallique a été remplacée par une autre de facture traditionnelle en osier, plus petite et plus légère.
Ce géant, à l'effigie d'un joueur de rugby du RFC Liégeois, porte le maillot rouge et bleu du club.  Il mesure 4 m pour un poids de plus ou moins 50 kg. Il s'agit d'un géant porté, dans la lignée des géants traditionnels. Xhovémont a effectué sa première sortie lors du cortège du 15 août en Outremeuse à Liège. Il a ensuite participé au grand cortège des fêtes de Wallonie à Liège le 21 septembre 2008. Sortie remarquée de Xhovémont à l'occasion d'un chapitre du Conseil du Village de Noël de Liège, le 12 décembre 2009, au cours duquel le géant a été nommé citoyen du Village de Noël. Il a ensuite été élevé au rang de Conseiller du Village et en a reçu l'épitoge. Le rugbyman géant participe régulièrement à la Joyeuse entrée de saint Nicolas en Outremeuse et à la fête des Fous de Sainte-Walburge.
Enfin, le dimanche 15 août 2010, le RFC Liégeois Rugby a eu l'honneur de contribuer à l'écriture d'une nouvelle page du folklore liégeois, en présence du géant Xhovémont comme il se doit. Jusqu'ici, seul Tchantchès recevait des costumes de la part d'associations, confréries, clubs sportifs et autres personnages de marque. En 2008, à l'occasion de son cinquantième anniversaire, le RFC Liégeois Rugby a ainsi offert à Tchantchès un costume de joueur de rugby. Cette année, et sur proposition du club, c'est Nanesse qui a enfin reçu un costume pour étoffer sa garde-robe : sa toute première tenue est donc celle d'une joueuse de rugby du RFC Liégeois. Cela cadre plutôt bien avec Nanesse, femme de caractère qui n'en est pas moins féminine... Cette remise a eu lieu sur le podium officiel, en face du monument Tchantchès.
Le géant Xhovémont, qu'Erik Dagonnier de la RTBf a appelé « le premier géant de l'histoire du rugby et le premier rugbyman de l'histoire du folklore », a désormais sa place dans la grande famille des géants de cortège.  Une photo de Xhovémont figure d'ailleurs dans le Calendrier des Géants 2009, publié par la Ronde des Géants (France) et la Maison des Géants (Belgique). Le géant Xhovémont a également l'honneur de faire l'objet d'un article dans l'édition 2010 du Petit Futé-Liège!
Naimette-Xhovémont est un quartier de Liège comprenant d'importantes installations sportives.

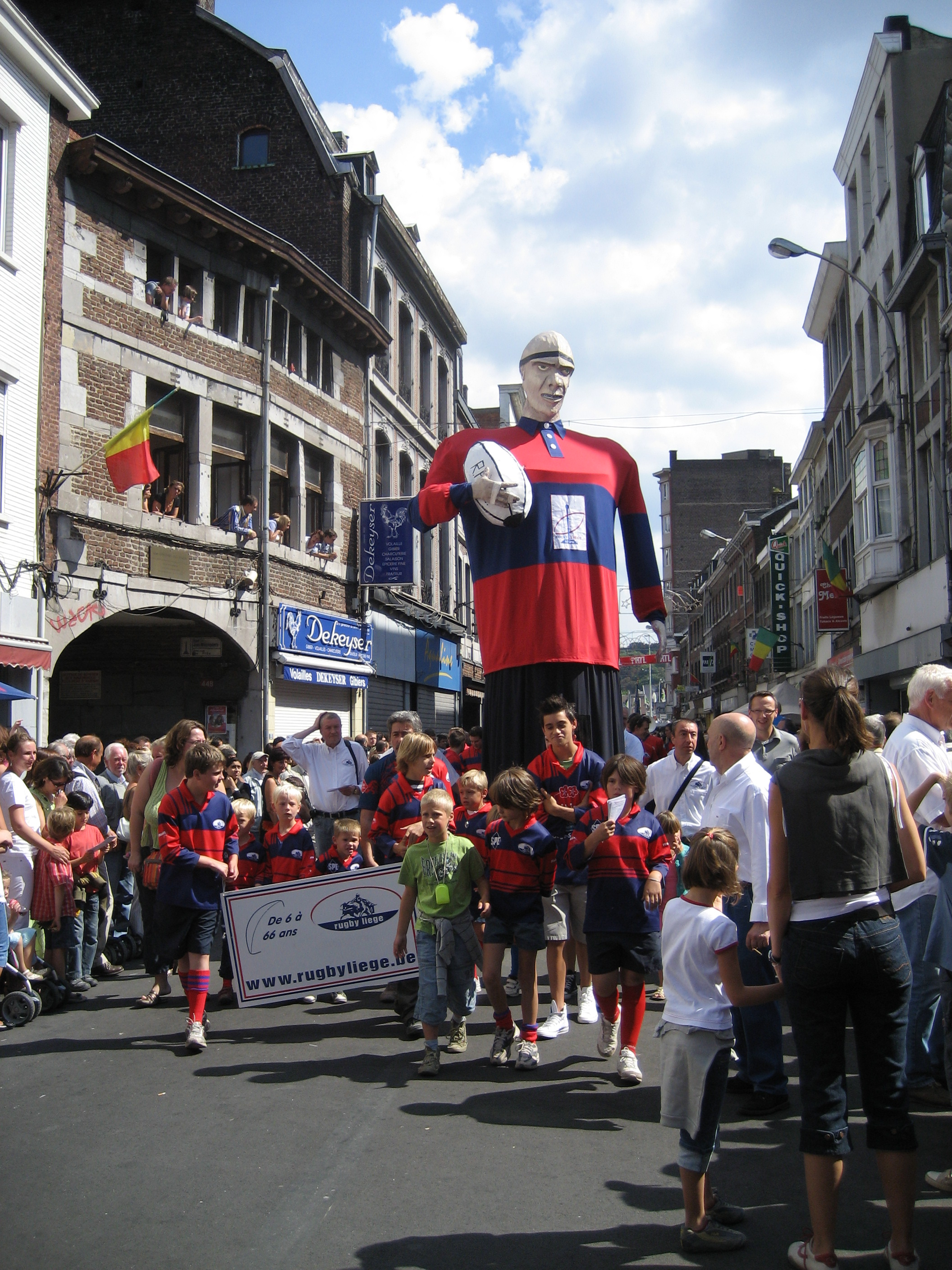
Xhovémont dans les rues d'Outremeuse à Liège.
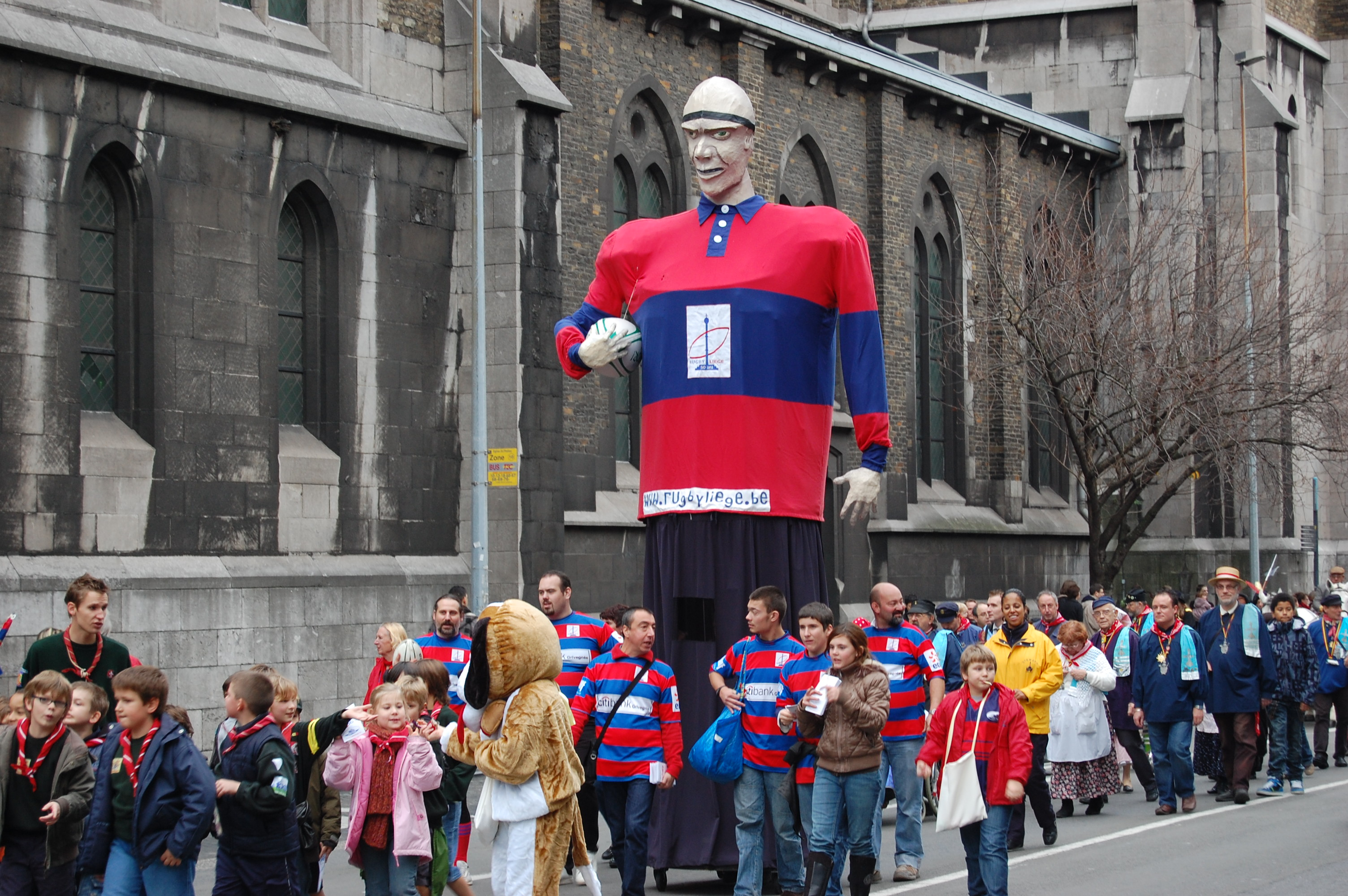
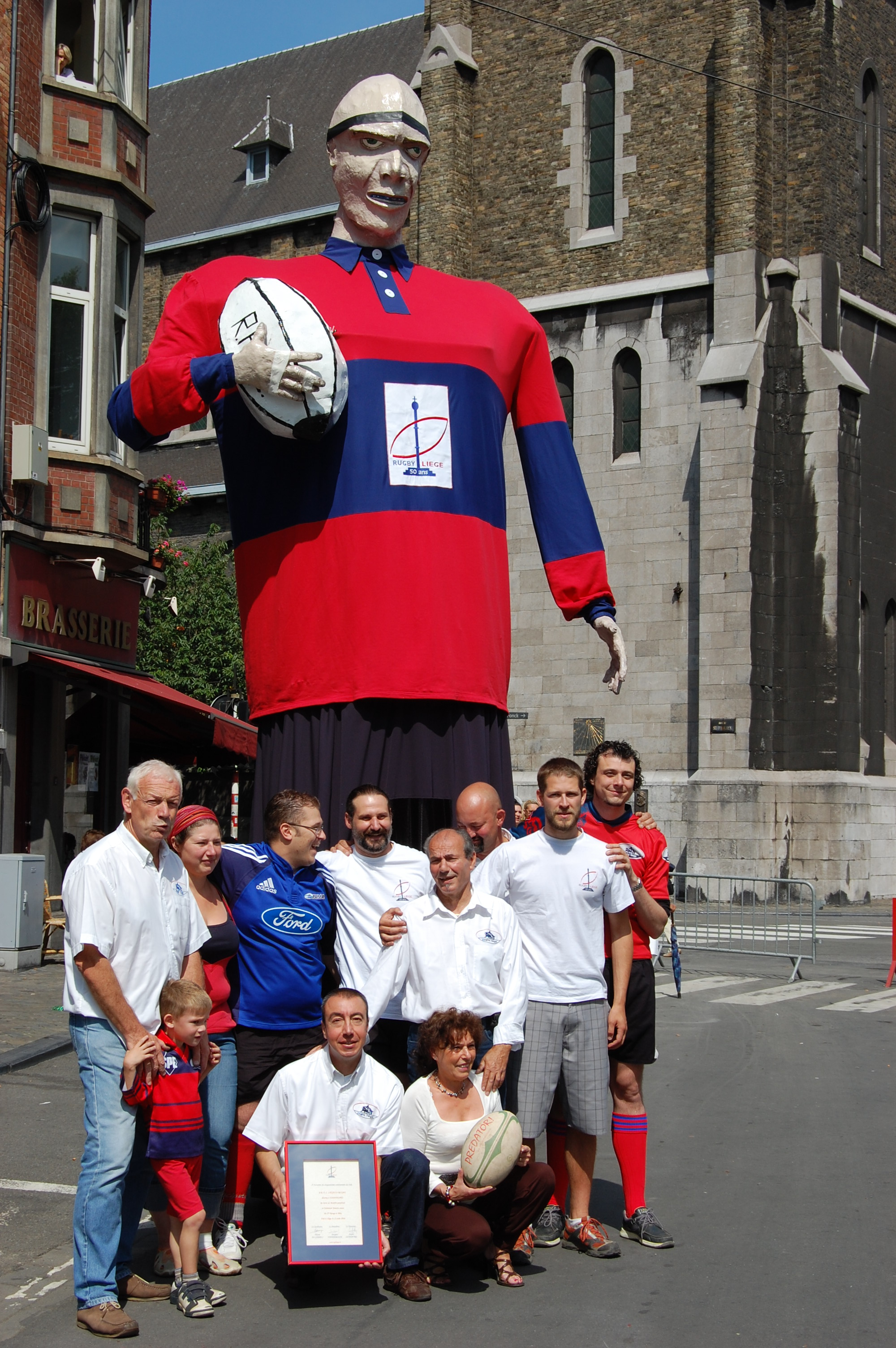
Xhovémont et son équipe.
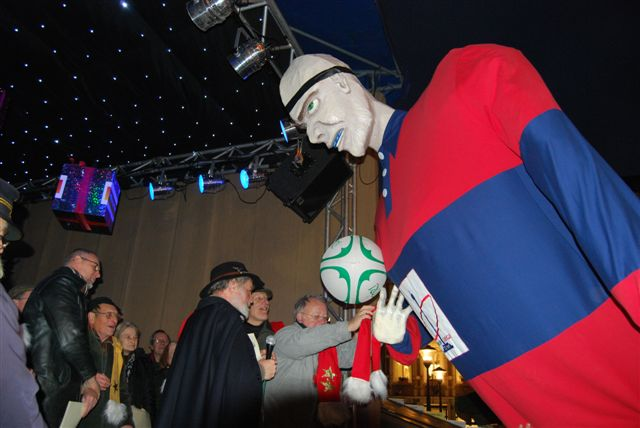